# La Sagrada Familia (película)
La Sagrada Familia es una película chilena de 2006. Dirigida por Sebastián Lelio, protagonizada por Patricia López, Néstor Cantillana y Sergio Hernández y con la música de Javiera y Los Imposibles.

## Sinopsis
Una familia de arquitectos viaja a su casa en la playa a pasar la Semana Santa. Una de las grandes expectativas del viaje es que los padres conocerán a Sofía, la nueva novia de su hijo, quién tiene una relación competitiva y enfermiza con su padre. Pero la chica es algo más audaz de lo que ellos esperaban y, después que la madre deba volver a Santiago por una emergencia, el padre, el hijo y la novia vivirán dos días muy distintos al tranquilo fin de semana que esperaban.

## Reparto
- Patricia López como Sofía.
- Néstor Cantillana como Marco (hijo).
- Sergio Hernández como Marco (padre).
- Coca Guazzini como Soledad.
- Macarena Teke como Rita.
- Mauricio Diocares como Aldo.
- Juan Pablo Miranda como Pedro.

## Premios
- Mejor Actor Secundario, Festival Internacional de Cine de Viña del Mar, Chile, 2005
- Mejor Film de Ficción, Premio a la Distribución. L'Alternative of Barcelona International Film Festival, España, 2005
- Premio Titra a la Distribución, Mejor Film de Ficción. International Film & Television Festival Cinema Tout Ecran Genova, Italia, 2005
- Mejor Film de Ficción Grand Prix Coup de Cour. FIPRESCI Award. Festival de Cine de Toulouse, Francia, 2006
- Premio Signis, Mejor Film de Ficción, Festival de Cine Independiente de Buenos Aires, Argentina, 2006
- Mejor Montaje, Providence International Film Festival, EE. UU., 2006
- Premio Especial del Jurado, Mostra de Lleida International Film Festival, España, 2006
- Premio Especial del Jurado, Mejor "Opera Prima". Latin American Film Festival Austin Texas, EE. UU., 2006
- Mejor Film de Ficción, Era New Horizon International Film Festival, Polonia, 2006
- Premio Especial del Jurado, Vladivostok International Film Festival "Pacific Meridian", Rusia, 2006
- Mejor Película, Seoul International Film Festival, 2006
- Mejor Actriz, Festival Iberoamericano de Cine de Santa Cruz, Bolivia, 2006
- Mejor Actriz, Mejor Actor, Festival Internacional de Cine de Guayaquil, Ecuador, 2006
- Mejor Película del Año, Asociación de Críticos de Chile, 2006
- Mejor Largometraje, Mejor Dirección, Mejor Interpretación Femenina, Mejor Interpretación Secundaria y Mejor Diseño de Sonido, Premio Pedro Sienna, Chile, 2007